# Castillo hinchable

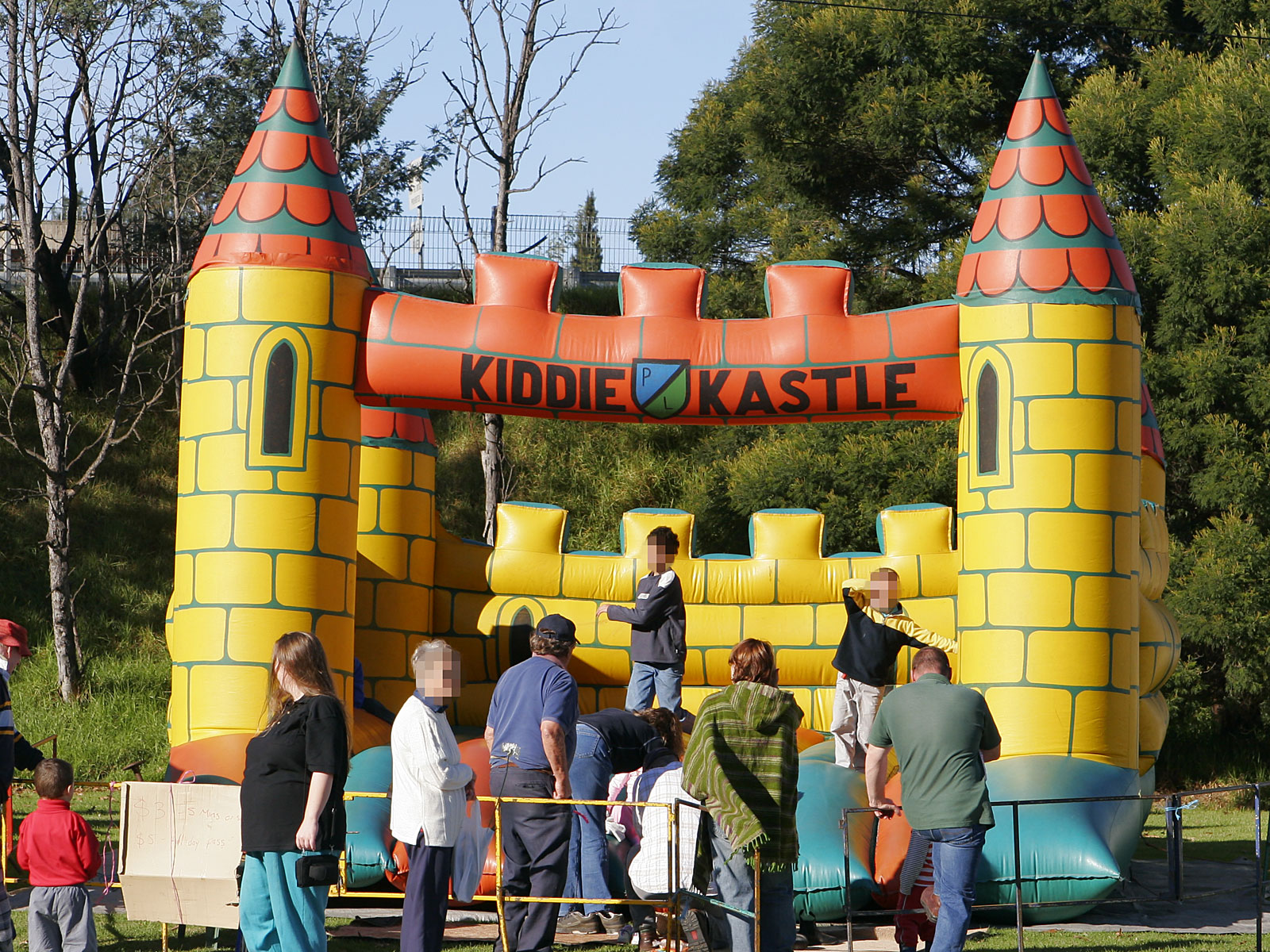
Castillo hinchable

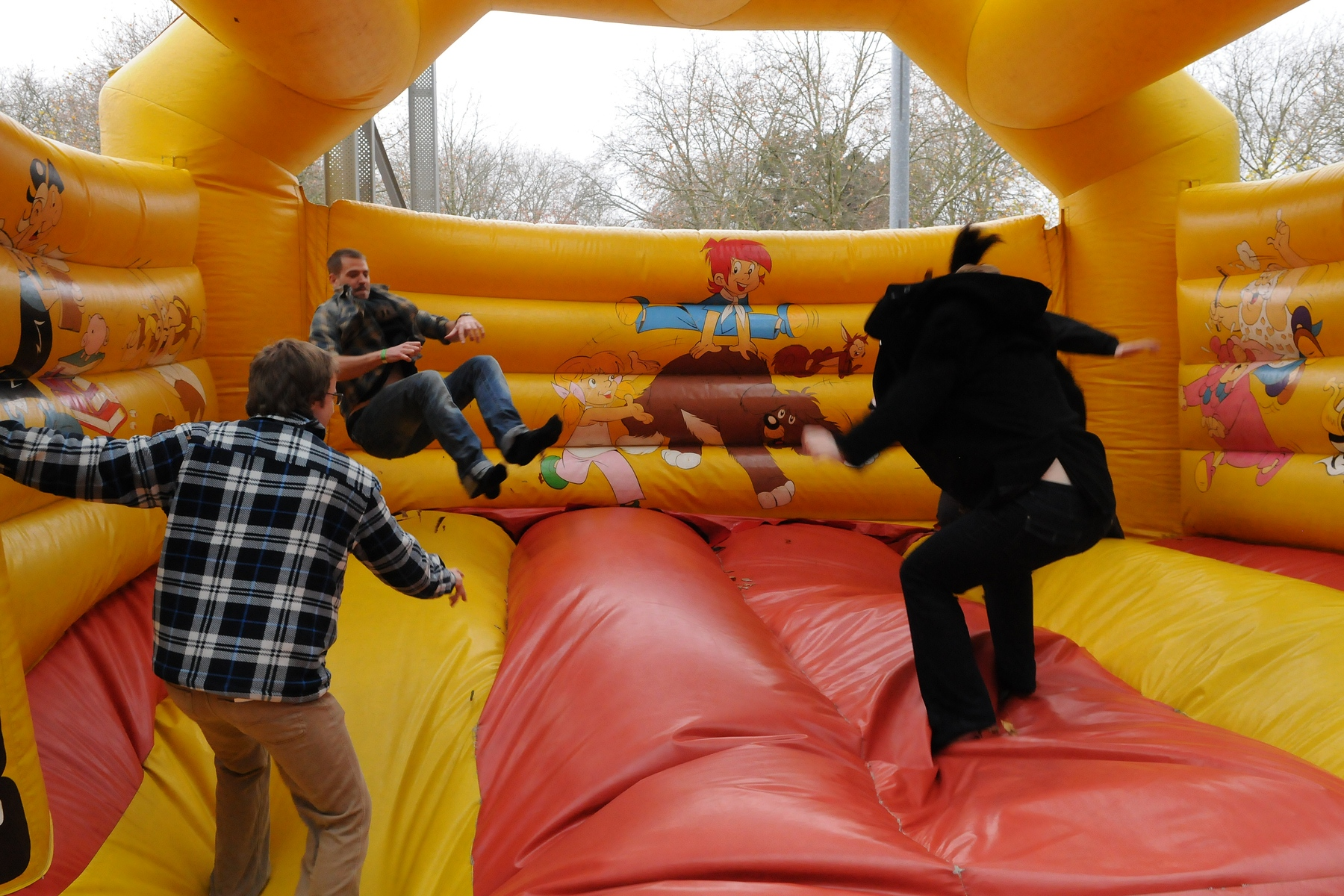
Interior de un pelotero

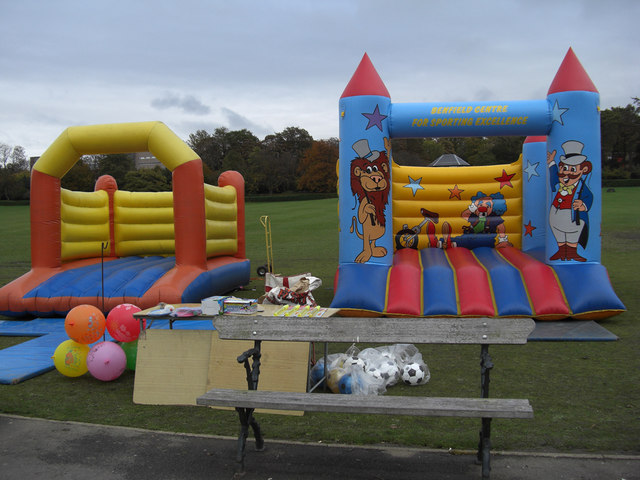
Parque con castillos

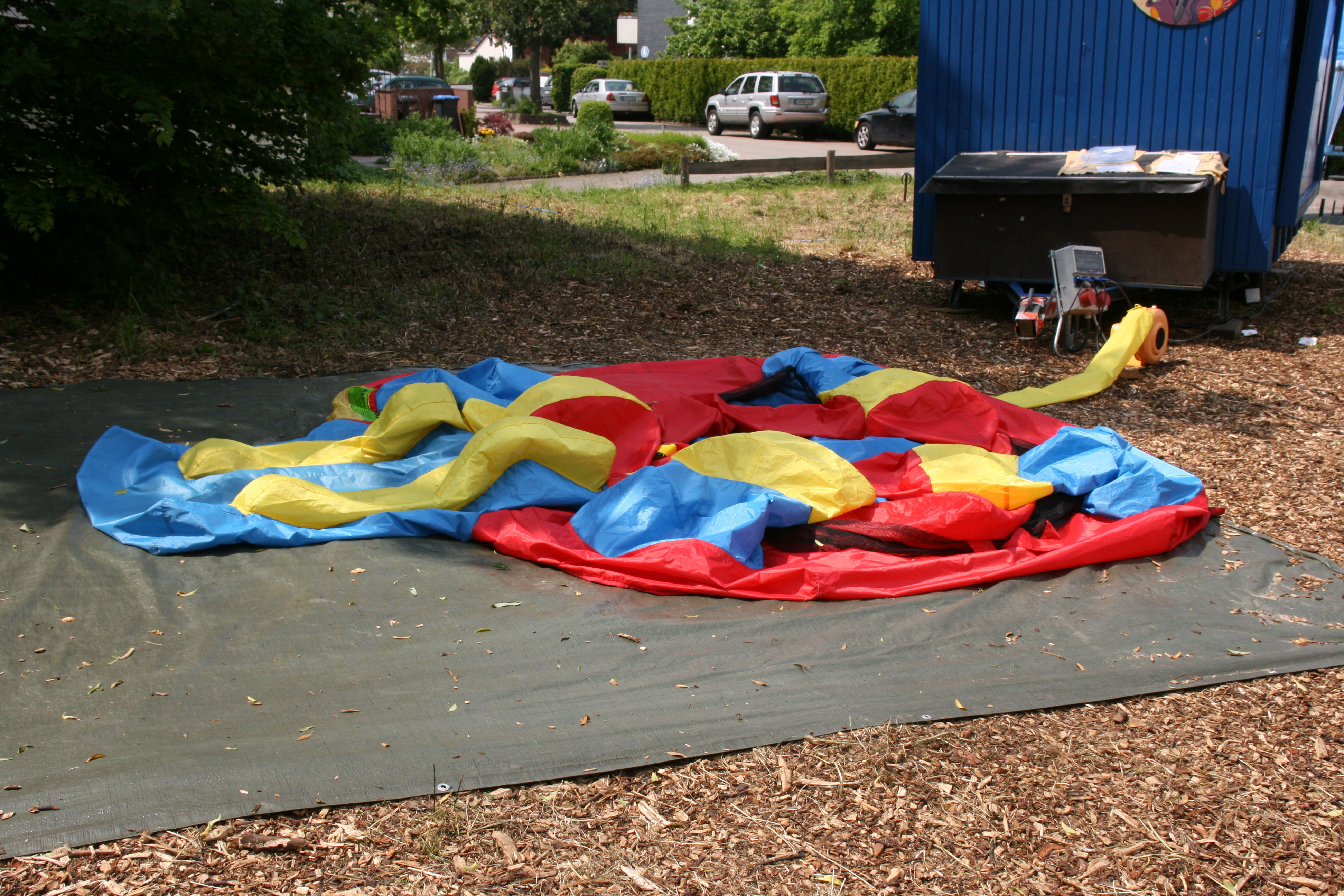
pelotero desinflado

Los peloteros hinchables son estructuras portátiles fabricadas de diversos tipos de lona que al inflarse adquieren una consistencia y forma específica que permite la circulación de personas en su interior. Existen pelotero hinchables de múltiples formas y tamaños que poseen colores atractivos y llamativos a la vista. Para su inflado se pueden utilizar diferentes elementos, como el hidrógeno, el helio o el aire común, que son introducidos dentro de la estructura mediante diferentes métodos. Su uso está destinado, generalmente, a la entretención infantil, pero cada vez son más las empresas publicitarias que los utilizan con el fin de crear realidades virtuales. Los nombres que se le dan a estas construcciones son muy variados: juegos inflables, pelotero  hinchables, brinca-brinca, pelotero saltarines, pelotero animado, el salto de la luna, etc.

## Historia
La paternidad del primer castillo hinchable es reclamada por estadounidenses y británicos; sin embargo, hay una especie de consenso general que considera a John Scurlock como el creador de estas estructuras. En 1959, Scurlock estaba experimentando, en el estado de Luisiana (EE. UU.), con cubiertas inflables para pistas de tenis cuando advirtió la diversión que experimentaban sus empleados saltando sobre ellas. Scurlock, un ingeniero mecánico aficionado a la física, pronto se convirtió en un pionero en la construcción de artículos inflables (domos, tiendas inflables, señales y el colchón de aire de seguridad; su más famosa invención, que es usado para el rescate de personas de edificios en llamas o en algún tipo de peligro). Los castillos hinchables ingleses proceden, aparentemente, de la imaginativa de un grupo de alumnos universitarios, quienes los crearon con el fin de recaudar fondos con ellos en un evento. Sea cual sea su verdadero origen, lo cierto es que el negocio de los castillos hinchables supone una buena alternativa para los feriantes, y una apuesta casi segura para los padres a la hora de ofrecer un panorama divertido a sus hijos.
En 1967 aparecieron por primera vez los castillos hinchables con paredes, convirtiéndose así en un medio seguro en el que los niños podrían jugar. Dos años después la esposa de John, Frances Scurlock, tuvo la genial de alquilar estos castillos para su uso en celebraciones y eventos, surgió así toda una industria y negocio alrededor de los mismos. 

## Construcción
Los juegos inflables suelen estar construidos, en su mayoría, por lonas de variadas marcas pero que, en todos los casos, ofrecen garantías de alto rendimiento y resistencia a los desgarros, abrasiones y punzamientos. Las marcas de lona más utilizadas son Nildatex y Guaira, y están compuestas por hilo de poliéster y resina de PVC que deben cumplir con las normas de seguridad establecidas en los distintos países de fabricación. En cuanto a las redes verticales, son de nailon y tienen de dos a cuatro costuras reforzadas dependiendo de si se encuentran en la zona baja, donde requerirá mayor refuerzo debido al impacto producido por el uso en esa parte; o en la zona alta. Finalmente, los pegamentos usados específicos para este tipo de estructuras son, normalmente de PVC líquido atóxico.

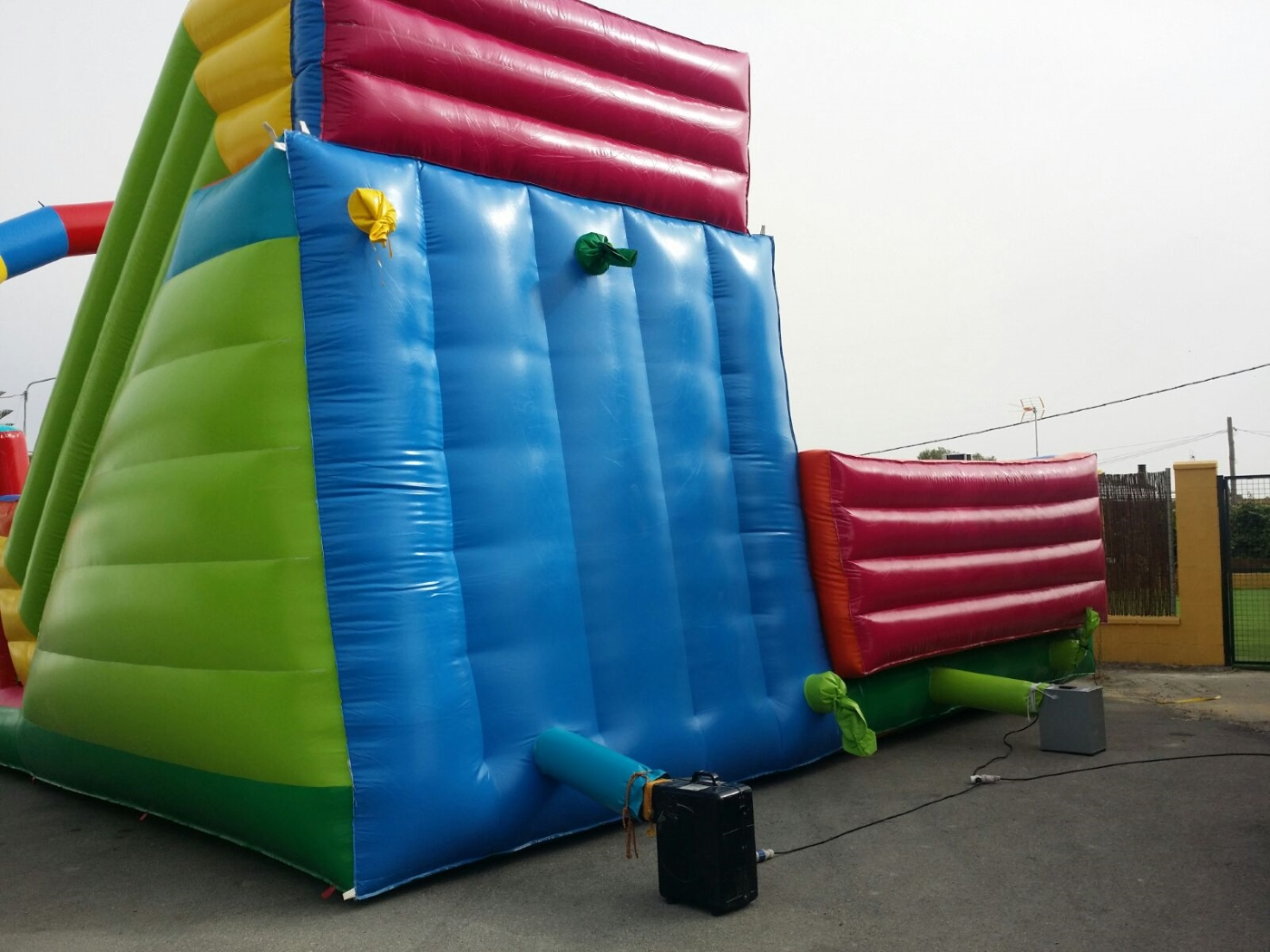
Turbina de aire para castillo hinchable

## Métodos de inflado
En el llenado, estas estructuras adquieren la forma que tienen destinada. Para ello se utilizan equipos compuestos por motor como turbinas o sopladores, que logran el inflado en poco tiempo y disminuyendo el esfuerzo.

## Normas de seguridad
Es importante que tanto el diseño como la forma y los materiales que componen estos juegos garanticen la seguridad de los usuarios. Existen normativas que regulan la seguridad y calidad para el buen disfrute de los usuarios. De estas normativas, la más importante es la normativa europea UNE EN 14960:2014 Equipos de juego hinchables. Requisitos de seguridad y métodos de ensayo; aunque hay otras como las argentinas aprobadas por el IRAM (Instituto Argentino de Normalización y Certificación) y el Instituto Nacional de Tecnología Industrial (Instituto Nacional de Tecnología Industrial). Alquiler de castillos Hinchables para fiestas en Barcelona

## Usos
El uso más generalizado que se le da a los castillos hinchables es el de entretener al público infantil en ferias, fiestas privadas o eventos especiales. Las formas que más triunfan entre ellos son las que tienen toboganes y rampas, aunque los numerosos diseños pueden hacer las delicias de los más pequeños en todas sus versiones. Otro uso que cada vez se va extendiendo más es el que hacen los publicistas con estos juegos, pues pueden llegar a construir y transformar verdaderos espacios virtuales al servicio de cualquier necesidad.